# 富士吉田市立下吉田第一小学校
富士吉田市立下吉田第一小学校（ふじよしだしりつ しもよしだだいいちしょうがっこう）は、山梨県富士吉田市下吉田にある公立小学校。

## 沿革
- 1873年（明治6年）10月16日に福源寺に創立した吉田学校が同年11月16日に正福寺に創立した新倉学校を吸収する形で下吉田新倉境に今の学校の基礎となった。
- 1951年（昭和26年）3月20日 - 町村合併・市制施行により、富士吉田市立下吉田第一小学校と改称。
- 1957年（昭和32年）校庭拡張の為、正式に冨士山下宮小室浅間神社境内地と尾垂山の市有地を交換する。

## 周辺
- 冨士山下宮小室浅間神社
- 月江寺
- 吉田本町郵便局
- 宮川

## アクセス
- 富士急行線 下吉田駅から南西へ200m。

## 著名な出身者
- 武藤敬司 - プロレスラー
- 志村正彦 - ミュージシャン（フジファブリック）